# 六番町駅
六番町駅（ろくばんちょうえき）は、愛知県名古屋市熱田区四番1丁目にある、名古屋市営地下鉄名港線の駅である。駅番号はE03。アクセントカラーは、ライムグリーン。

## 歴史
- 1971年（昭和46年）3月29日：名古屋市営地下鉄2号線名城線の駅として開業する[1]。
- 2004年（平成16年）10月6日：4号線の名古屋大学 - 新瑞橋間開業に伴う路線名の改称により、名港線の駅となる。
- 2011年（平成23年）3月：駅の運営を日本通運名古屋支店に委託[新聞 1]。
- 2013年（平成25年）
  - 4月1日：駅長室の金庫から1450万円が盗難被害に遭う[新聞 1]。
  - 12月12日 - 13日：業者による機械室のアスベスト除去工事中、毒性の最も強いクロシドライトが710本／リットル飛散する事故が発生[WEB 2][WEB 3]。
- 2020年（令和2年）6月22日：可動式ホーム柵使用開始[WEB 4]。

## 駅構造

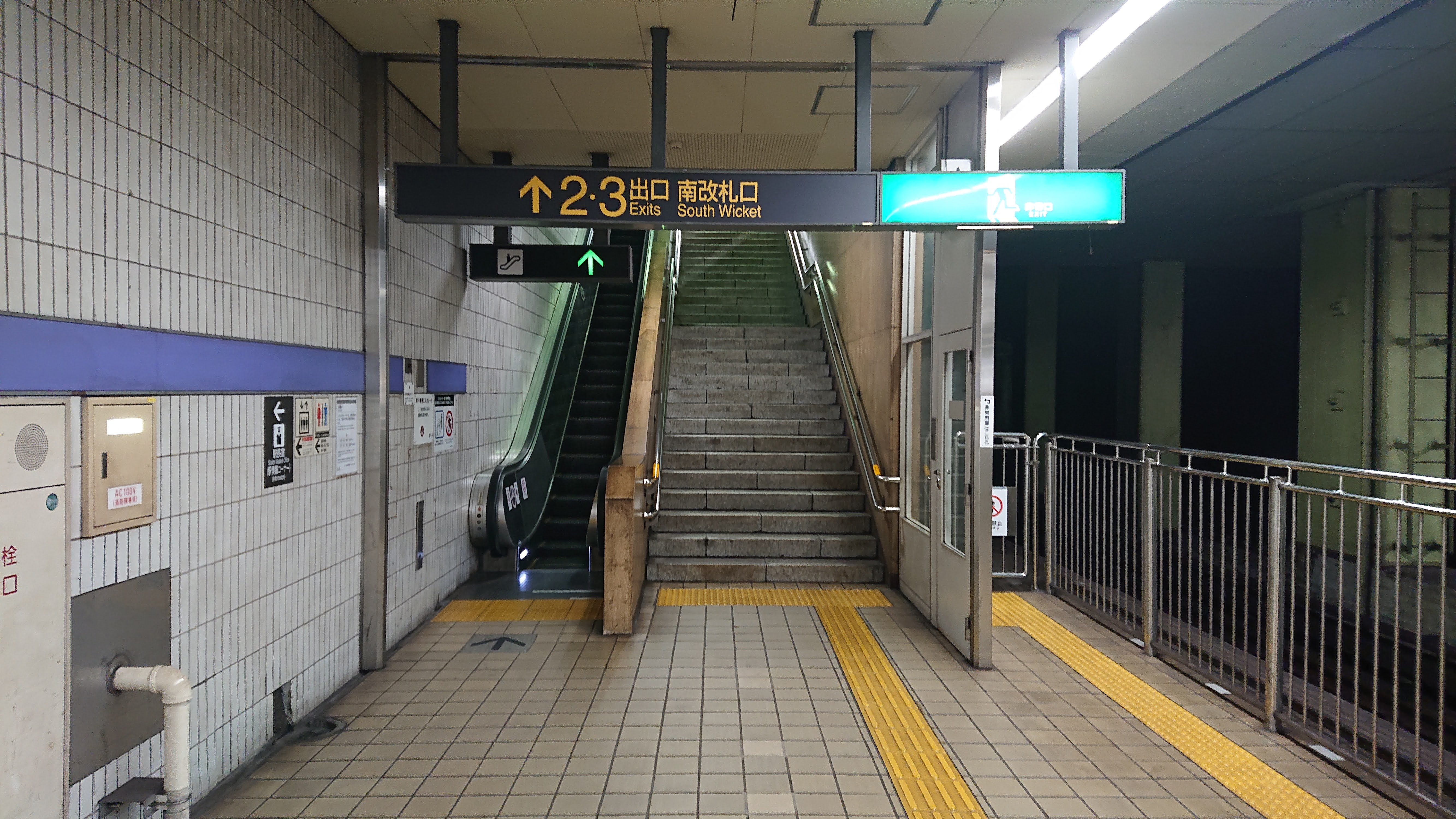
ホーム（2020年8月）

相対式2面2線のホームをもつ地下駅で可動式ホーム柵が設置されている。当線の上を走る名古屋市道江川線（江川線）が六番一丁目交差点で少し折れ曲がっているため、それに合わせてホームはカーブの途上にある。2011年（平成23年）3月27日より、駅業務は日本通運に委託されている。
駅の開業と同時にバスターミナルが併設された。
当駅は、名城線南部駅務区金山管区駅が管轄している。

### のりば
| ホーム | 路線            | 行先                 |
| ------ | --------------- | -------------------- |
| 1      | 名港線          | 東海通・名古屋港方面 |
| 2      | 名港線・ 名城線 | 金山・栄・大曽根方面 |

## 利用状況
2019年（令和元年）度1日の平均乗車人員は、7,465人である。名港線の駅では、金山、日比野に次いで3位であった。
国道1号と名古屋港まで続く江川線の交差点に位置し、市バスとの連絡も比較的良好であることから、駅が位置する熱田区内のほか中川区権野方面など幅広い地域から利用客が集まる。また2004年（平成16年）、近隣に名古屋臨海高速鉄道あおなみ線の中島駅が開業したが、その影響は統計で明確に確認できない程度にとどまっている。

## 駅周辺
この駅は熱田区に所在するが、国道1号を西へ少し進むと中川区に入る。

### 周辺の施設
| - 六番町バスターミナル（乗り入れ路線は後述） - 名古屋市工業研究所 - 六番町商店街 - 名古屋情報メディア専門学校 - 名古屋医療情報専門学校 - 名古屋銀行 六番町支店 | - 十六銀行 六番町支店 - 愛知信用金庫 六番町支店 - 国道1号 - 江川線（名古屋市道江川線） - 名古屋高速4号東海線 六番北出入口 六番南出入口 - JR貨物 名古屋港線 - 東海道新幹線 六番町高架橋 |

## 六番町バスターミナル

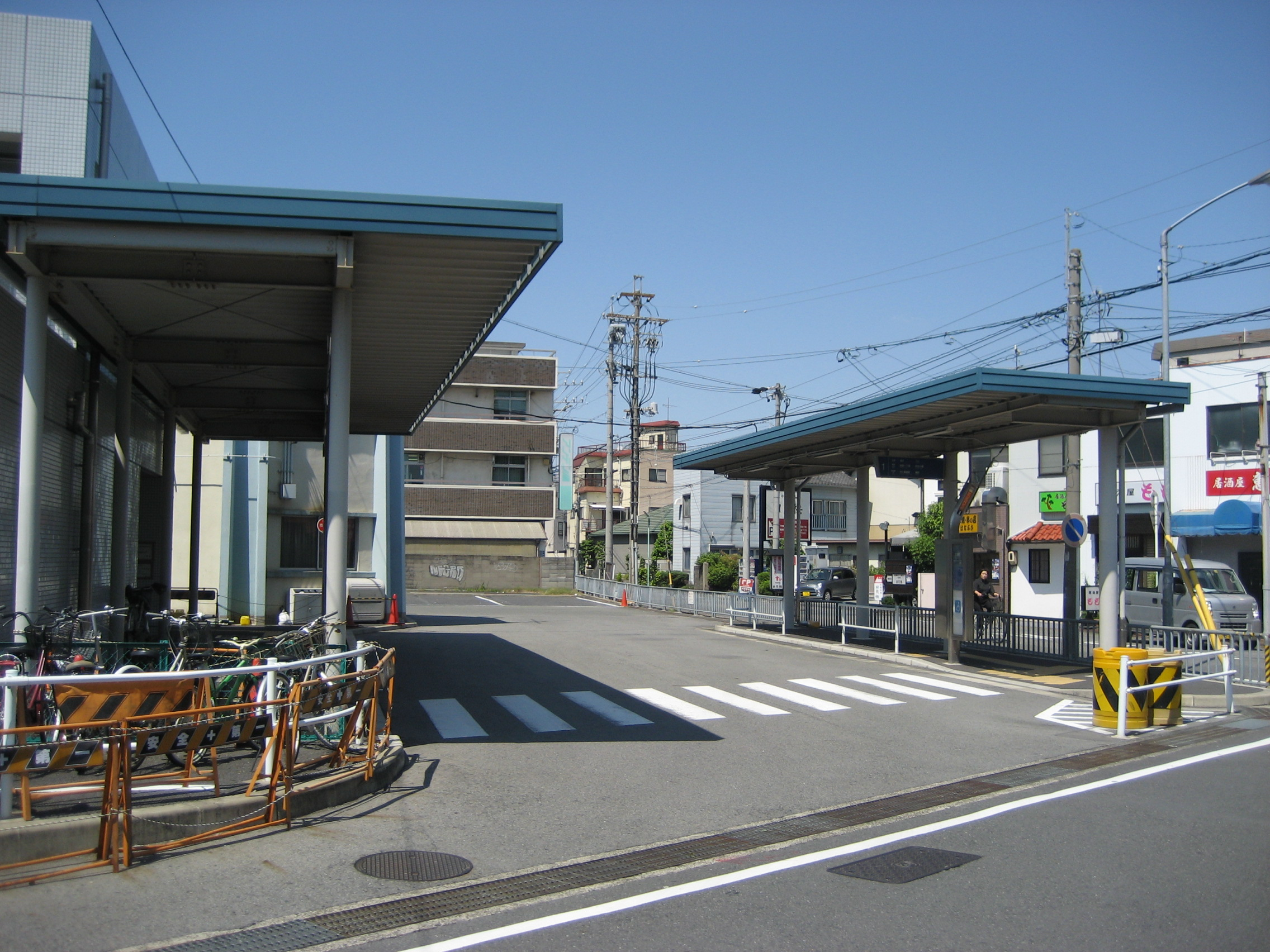
六番町バスターミナル

### バス路線

#### 名古屋市営バス
名古屋市営バス：六番町バス停
六番町が起終点となる便のみバスターミナルに乗り入れる。バスターミナルに乗り入れる便もターミナル外の停留所に停車する（区別のためバスターミナル発権野方面行きは六番町（西）と案内する）。ターミナル内の乗車停留所は1番のりばの1ヶ所のみ。日中ターミナルからは毎時1本の河合小橋行きしか発車しないが、朝ラッシュは多くの便が発着する。
- 幹神宮2：熱田区役所 - 六番町 - 権野・中川車庫前
- 幹神宮2：六番町 - 権野・中川車庫前
- 栄22：栄 - 六番町 - 港区役所
- 高畑18：港区役所 - 地下鉄高畑 - 六番町 - 港区役所
- 東海12：六番町 - 河合小橋

#### 三重交通
三重交通バス：六番町バス停
2022年（令和4年）3月31日までのバス停名称は「熱田六番町」であった。2022年（令和4年）4月1日のダイヤ改正により「六番町」に名称変更された。
- 50：名鉄バスセンター - 六番町 - 桑名駅前
- 52：名鉄バスセンター - 六番町 - 一色大橋 - イオンモール名古屋茶屋
- 61：名鉄バスセンター - 六番町 - 南桑名
- 62：名鉄バスセンター - 六番町 - 日光川公園 - イオンモール名古屋茶屋

※ このほか、2008年（平成20年）10月15日までは名鉄バスセンター - 熱田六番町 - 長島温泉の60番系統も存在した。

## 隣の駅
名古屋市営地下鉄
 名港線
日比野駅 (E02) - 六番町駅 (E03) - 東海通駅 (E04)

#### WEB
1. ↑  “交通広告メディアガイド2021年版” (PDF).   名古屋市交通局 (2021年3月). 2021年6月30日時点のオリジナルよりアーカイブ。2021年4月5日閲覧。
2. ↑  “アスベスト除去工事現場からのアスベストの飛散について”.   名古屋市交通局 (2013年12月13日). 2014年1月6日時点のオリジナルよりアーカイブ。2014年1月6日閲覧。
3. ↑  井部正之. “名古屋地下鉄駅構内でアスベストが高濃度飛散 明かされぬ曝露実態と行政の不手際”.   ダイヤモンドオンライン. 2014年1月6日閲覧。
4. ↑  “総合リハビリセンター駅2番線及び瑞穂運動場東駅2番線の可動式ホーム柵稼働のお知らせ”.   名古屋市交通局 (2021年1月25日). 2021年1月26日時点のオリジナルよりアーカイブ。2021年1月26日閲覧。
5. ↑  “交通局事業概要（令和元年度） 名古屋市交通局の組織” (PDF).  名古屋市交通局. p. 54 (2019年7月). 2020年6月22日閲覧。
6. ↑  “あおなみ線 ホームページ”. www.aonamiline.co.jp. 2023年4月13日閲覧。
7. ↑  “2022年4月1日実施のダイヤ改正について”.   三重交通 (2022年3月18日). 2022年4月27日時点のオリジナルよりアーカイブ。2022年4月27日閲覧。

#### 新聞
1. 1 2  「名古屋の地下鉄駅 多額盗難 モニター録画機能なし 犯人、事前把握か」『中日新聞朝刊』2013年4月3日、広域社会面10版、29面。

#### 書籍
1. 1 2 3 4  新修名古屋市史編集委員会 1998.